# Shefki Hysa

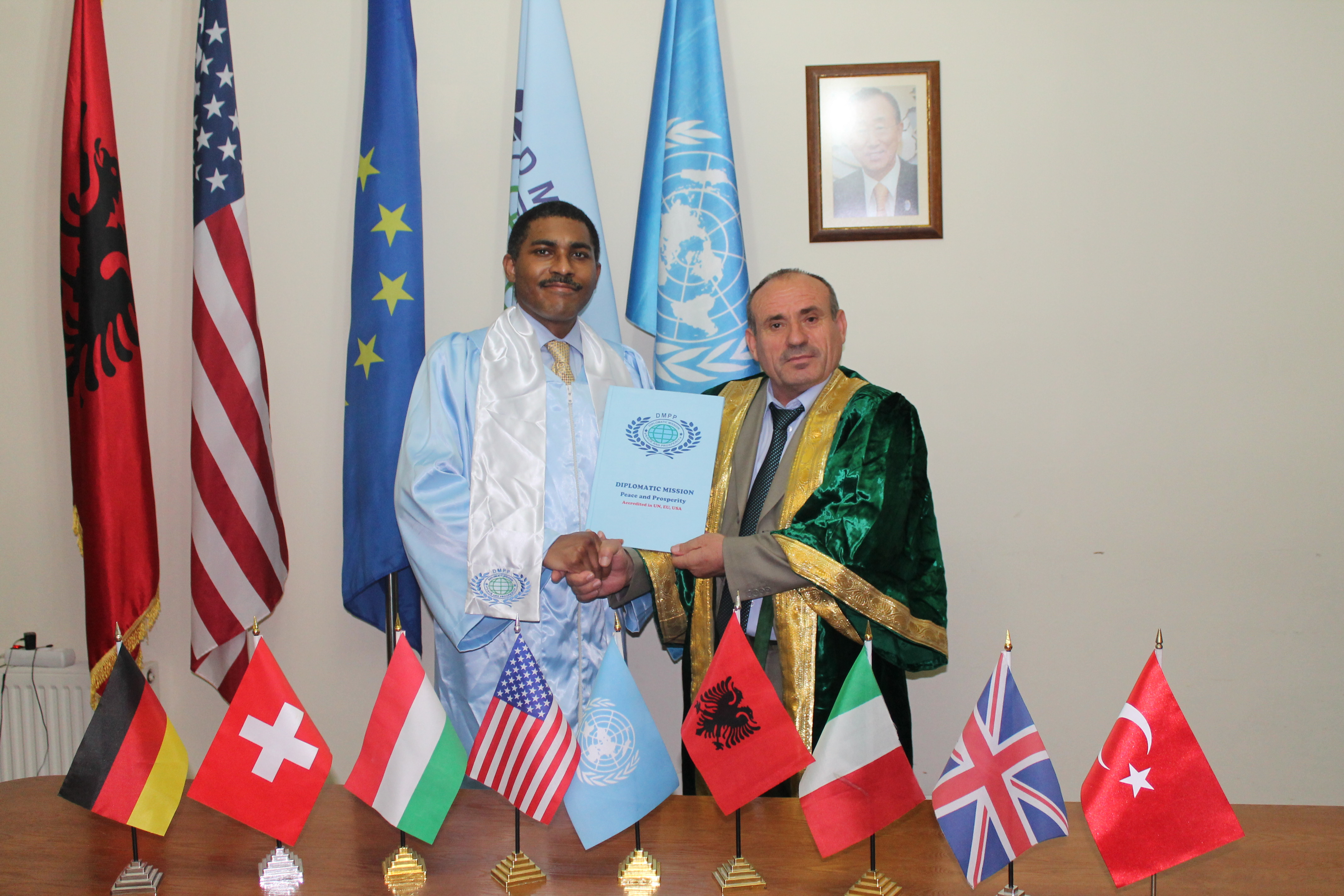
Hysa (rechts) mit einem amerikanischen Lobbyisten im Sommer 2015

Shefki Hysa (* 20. Juli 1957 in Erseka) ist ein albanischer Journalist und Schriftsteller.

## Leben
Shefki Hysa besuchte das Gymnasium in Konispol. Im Jahre 1989 diplomierte an der Fakultät für Geschichte und Philologie der Universität Tirana. Er bildete sich auf der Ebene der Journalismus und der internationalen Beziehungen weiter. Nach der albanischen Wende arbeitete er von 1991 bis 1997 als Journalist bei der Zeitung Çameria und war Chefredakteur bei den Zeitungen Kombi und Dielli. Seit der Gründung leitete er den Verein Bilal Xhaferri sowie das Verlagshaus Bilal Xhaferri. Seit 1995 leitet er auch die monatliche Zeitschrift Krahu i shqiponjës. Bei den Wahlen von 2007 wurde er zum Sekretär des albanischen Schriftstellerverbandes gewählt. Seit 1997 arbeitet Hysa in der Verwaltung des albanischen Parlaments.

## Werke
- Turtullesha dhe djalli, (Der Vogel und der Teufel) Erzählungen 1992, Verlagshaus Bilal Xhaferri.
- Robër të paqes, (Gefangene des Friedens) Roman 1994, Verlagshaus Bilal Xhaferri
- Parajsa e mallkuar, (Verbanntes Paradies) 1997, Verlagshaus Bilal Xhaferri
- Rrëfimet e një hajduti, (Die Erzählungen eines Räubers) Erzählungen (1999), Verlagshaus Arbëria
- Aromë Çamërie, (Duft aus Çameria) Erzählungen 2004, Verlagshaus Bilal Xhaferri, ISBN 99927-960-1-4
- Mrekullitë e rreme, (Die falschen Wunder) Erzählungen 2005, Verlagshaus Bilal Xhaferri, ISBN 99927-960-0-6
- Diplomacia e vetëmohimit, (Die Diplomatie der Selbstverleugnung) Publizistik 2008, Verlagshaus Kristalina KH, ISBN 978-99956-650-3-6